# Leende
Leende (Brabants: Lind) is een dorp gelegen ten zuidoosten van Eindhoven in het zuidoosten van de Nederlandse provincie Noord-Brabant. Samen met Leenderstrijp heeft Leende 4.610 inwoners (stand 1 januari 2023).
Leende behoorde van oudsher tot de heerlijkheid Heeze, Leende en Zesgehuchten. Bij keizerlijk decreet van 1810 werd het een zelfstandige gemeente. In 1997 fuseerde Leende met Heeze en Sterksel tot de gemeente Heeze-Leende. Leenderstrijp is een buitendorpse buurtschap behorende bij Leende met ongeveer 495 inwoners. 

## Etymologie
De oorsprong van de naam 'Leende' is onzeker.
- De naam 'Leende' zou afgeleid zijn van Linde, een boomsoort.
- De naam zou afgeleid zijn van 'lint', dus een langgerekte bebouwing.

## Ligging
Leende ligt tussen Valkenswaard en Heeze. Dichtstbijzijnde grote stad is Eindhoven. Andere nabijgelegen kernen zijn Leenderstrijp (buitendorpse buurtschap), Maarheeze en Sterksel.
Buurtschappen in Leende zijn Leenderstrijp, Broekakkers, Boschhoven, Breedvennen, Oosterik, Oranjeplein, Kuulkant, Valkenhorst, Bruggerhuizen, Drie Bruggen, Zevenhuizen, 't Bultje, Kerkakkers, Pomperschans, Achelse Kluis en De Houttuin.

## Geschiedenis
Tal van archeologische vondsten maken duidelijk dat het gebied waar later Leende is ontstaan al in prehistorische tijd bewoond was. Ook Romeinse resten zijn er gevonden. De oorspronkelijke bewoners hebben zich gevestigd op de wat hogere en vruchtbare westelijke oever van het riviertje de Strijper Aa en wel in drie van elkaar gescheiden nederzettingen, die later uitgroeiden tot de herdgangen Leenderstrijp, Leende en Oisterik (met Boschhoven). Elke herdgang had een eigen borgemeester. Die moest onder andere zorgen voor het innen van de belasting of verponding. Kerkelijk behoorden de herdgangen tot de parochie van Leende.
De eerste schriftelijke vermelding stamt uit 1253. Een oorkonde van Reinardus, heer van Heeze, maakte toen gewag van het feit dat de abdij van Averbode de tiendrechten van Leende bezat. Bestuurlijk hoorde Leende immers tot de heerlijkheid Heeze, Leende en Zesgehuchten, waarvan in Heeze het kasteel stond.
Een tweede oorkonde stamt uit 1285, waarin Willem van Horne, heer van Heeze, het patronaatsrecht van de kerken van Heeze en Leende schonk aan de abdij van Keizersbosch te Neer. In 1334 bracht de toenmalige heer Willem van Horne leenhulde aan de Hertog van Brabant en kreeg alle de dorpen in leen terug, waartegenover het recht op manschap stond. Voor die tijd was de heerlijkheid niet aan de hertog gebonden.
Hoewel Leende in de middeleeuwen kleiner was dan Heeze moet het welvarender zijn geweest. Dit zou voortkomen uit het feit dat de boeren te Leende vrije boeren waren, terwijl die van Heeze langer horige zijn geweest. Ook lag Leende gunstig aan een handelsroute. Getuige van de welvaart in, met name, de Bourgondische tijd, is de indrukwekkende kerk, die in 1474 werd voltooid. Geen enkel schriftelijk document omtrent de bouw ervan is bewaard gebleven, het jaartal kon slechts aan de hand van een gedenksteen worden bepaald. Ook de bouwmeester is niet bekend, hoewel een meesterteken in de kerk aangebracht is.
Na de periode van welvaart braken duisterder tijden aan. Reeds in 1482 kwam het tot gevechten tussen de plaatselijke bevolking en troepen van Maximiliaan van Oostenrijk, die zojuist de Vrede van Atrecht van Frankrijk hadden afgedwongen. Deze verbleven lang in de omgeving en maakten zich schuldig aan wangedrag. Bij het treffen op de Groote Heide kwamen 250 bewoners uit de omgeving om.
Vervolgens begonnen de Gelderse Oorlogen. In 1505 trok Karel van Egmond, hertog van Gelre, door het gebied en werd ook Leende geplunderd. Dit herhaalde zich in 1512. In 1528 viel Maarten van Rossum aan, maar ditmaal werden de Gelderse troepen verslagen. In 1543 kwam Maarten van Rossum opnieuw, maar uiteindelijk werd hij verslagen door keizer Karel V.
De snel hierop volgende Tachtigjarige Oorlog bracht opnieuw troepen en schade, zoals in 1601. In 1605 moest men betalen aan Italiaanse troepen. In 1633 en 1639 betrof het troepen van Frederik Hendrik, en ook Kroatische troepen uit het Oostenrijkse leger terroriseerden de streek. Daarnaast was er een pestepidemie in 1637. De vrede van 1648 bracht met zich mee dat men aan de Republiek der Zeven Verenigde Nederlanden belasting moest betalen. De mis moest men in een grenskerk bijwonen, zoals die zich bij het Weerterbos bevond of in de omgeving van de huidige Achelse Kluis. Wie daar niet heen kon, moest kerken in een schuilkerk, waarbij sommige mensen in het geniep (of tegen betaling) een ruimte ter beschikking stelden. Na 1671, toen de repressie afnam kon men gebruikmaken van een, minder geheimzinnige, schuurkerk. In Leende heette die: 'Klein Kerk'.

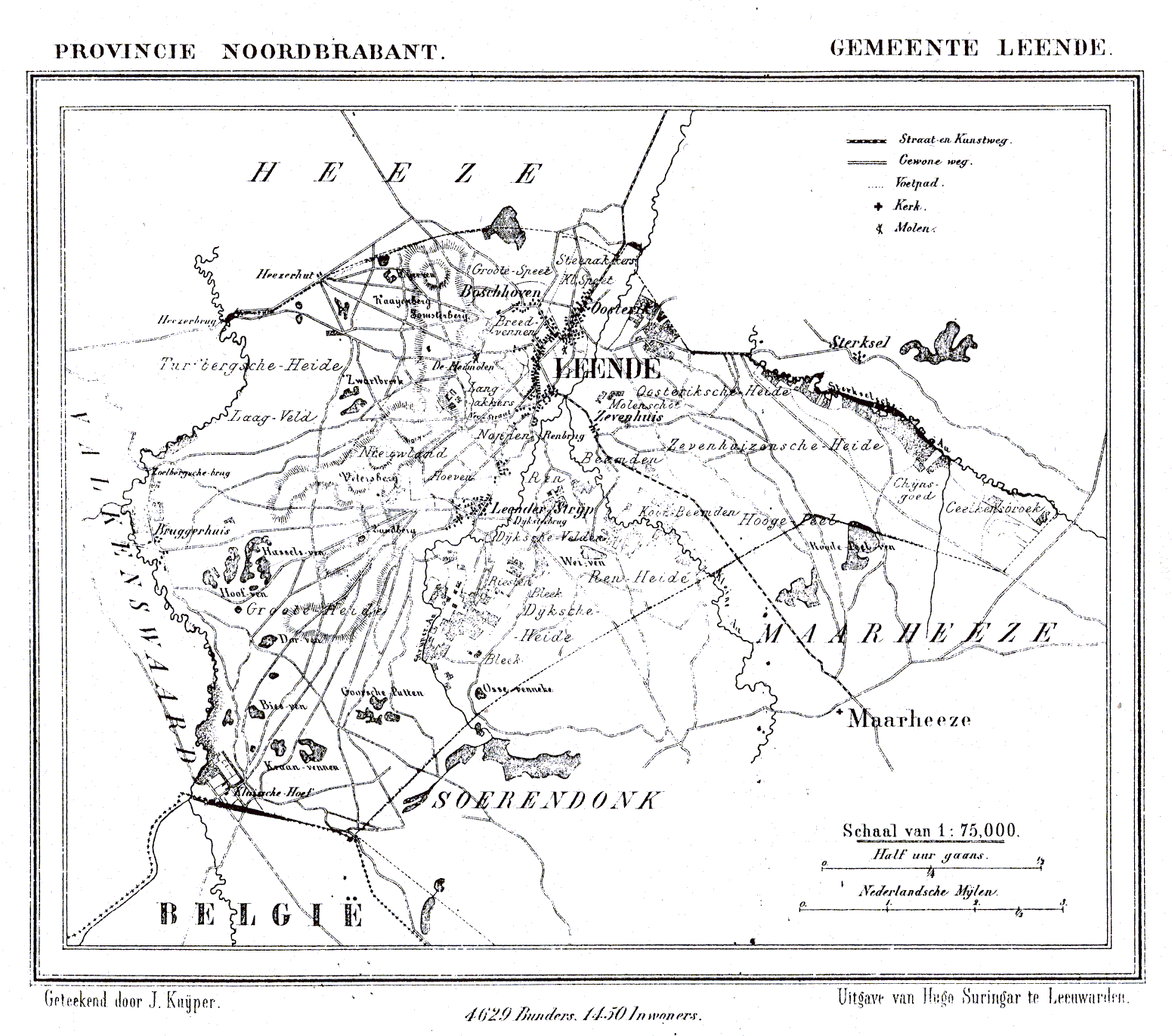
Gemeente Leende (1867)

De oude kerk werd protestants, doch het onderhoud gebeurde nog steeds door de Abdij van Keizersbosch, waaraan de bevolking moest betalen. Op het einde van de 18e eeuw echter, kwam men geld tekort voor het onderhoud. In 1798, ten tijde van de Bataafse Republiek, werd de oude kerk genaast door de katholieken.
In 1810 werd Leende een zelfstandige gemeente. In 1848 vond nog een kleine 'revolutie' plaats waarbij de boeren de tienden weigerden te betalen aan baron van Tuyll van Serooskerken. Hier werd het leger op afgestuurd. Later heeft de gemeente de tienden afgekocht, pas in 1907 werd het tiendrecht wettelijk afgeschaft.
Op de Leenderhei heeft een standerdmolen gestaan, die nog in 1938 was opgeknapt, maar in 1940 bij een orkaan door zijn remmen ging en op hol sloeg. De molen werd gebouwd in 1754.
Op 23 februari 2017 kwam Leende in het landelijk nieuws toen er een drugslab aan de Hoogeindseweg werd ontdekt. Volgens de politie was dit een van de meest professionele en grootste die zij in 20 jaar hadden gezien. De drugs die het lab kon produceren vertegenwoordigde een straatwaarde van meer dan 32 miljoen euro.

## Bezienswaardigheden

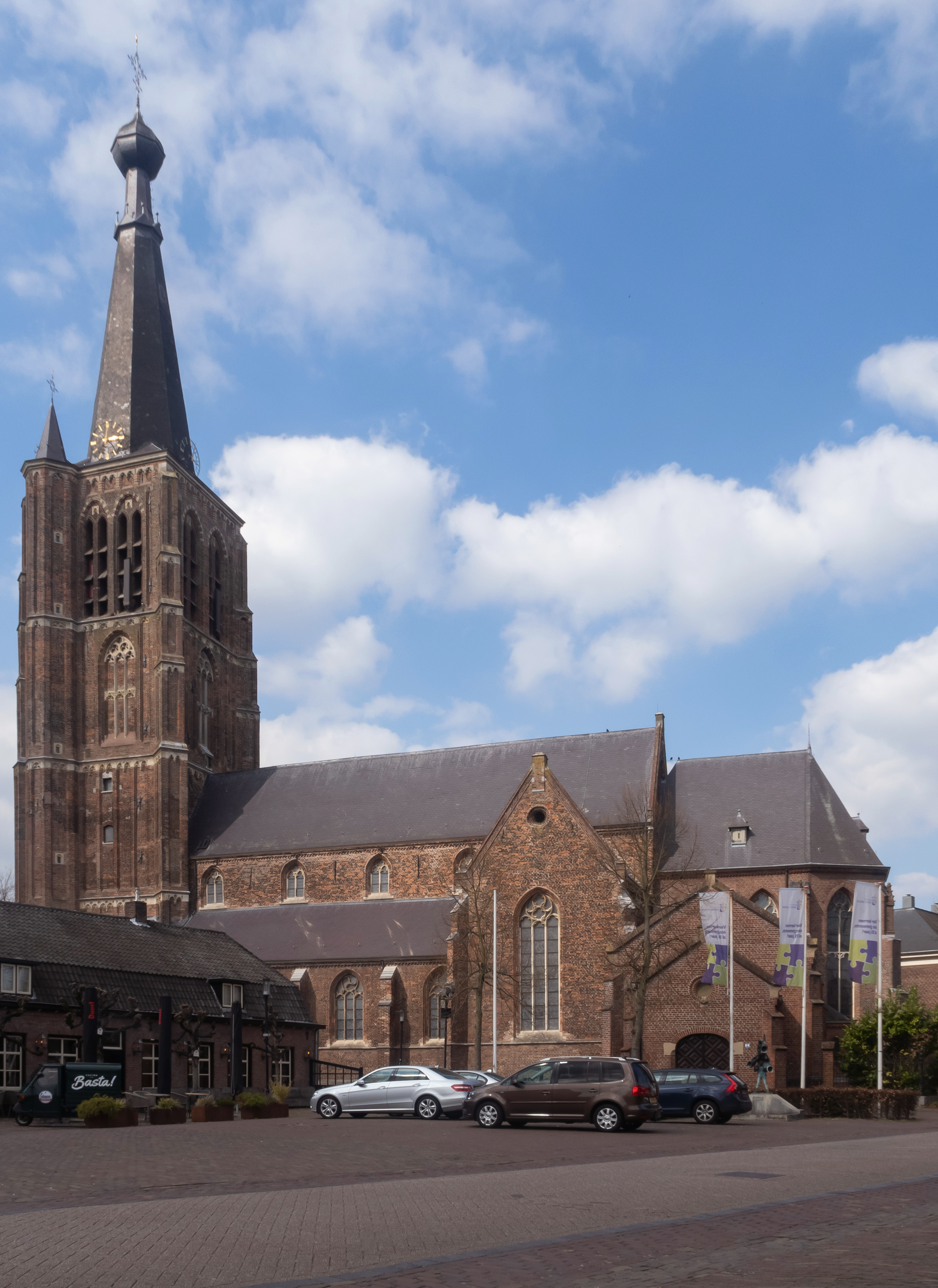
Sint-Petrus'-Bandenkerk

- Sint-Petrus'-Bandenkerk. Dit is een laat-gotische kruisbasiliek met ingebouwde toren, die na de brand van 1699, ontstaan door blikseminslag, in 1714 weer opgebouwd is.
- Monumentje met fontein ter gelegenheid van de opheffing van de gemeente, bij de kerk.
- Kapelletje Onze Lieve Vrouw Sterre der Zee, uit 1960, aan de Irislaan.
- Langgevelboerderijen in de buurtschappen Oosterik en Leenderstrijp.
- Hoekgevelboerderij op Dorpstraat 99 te Leende.
- Brouwershuis te Oosterik, uit 1815. Dit is de oude brouwerij Godschalx, tegenwoordig café. Hoewel er niet meer gebrouwen wordt, hangt er nog een uithangsschild met het oorspronkelijke merk.

Zie ook:
- Lijst van rijksmonumenten in Leende
- Lijst van gemeentelijke monumenten in Leende
- Lijst van oorlogsmonumenten in Leende

## Evenementen
- Toneelvereniging KNAL verzorgt elk jaar een wagenspel en een toneelstuk in het dorp.
- Tijdens carnaval heet Leende Blaosdonk.
- Sinds 1657 wordt er in Leende daags na halfvastenzondag een jaarmarkt georganiseerd. In de volksmond wordt deze ook wel Lind Mèrt genoemd. De laatste jaren is deze jaarmarkt vooral uitgegroeid tot een folkloristische markt waarin allerlei Leendse ondernemers hun koopwaar aanbieden waaronder de brokmop.
- Ook wordt er door Jong Nederland Leende[3] een vlooienmarkt gehouden.
- In de zomer wordt jaarlijks een kleinschalig tweedaags muziekfestival gehouden genaamd BuitenGewoon Lind.

## Economie
Ondanks de moeilijkheden door de oorlogshandelingen zorgden teuten en valkeniers ook in de 17e en 18e eeuw voor welvaart, terwijl zij bovendien verre reizen maakten. Op het einde van de 18e eeuw was er ook sprake van een linnenfabriek.
Gedurende de 19e eeuw bleef het dorp voornamelijk agrarisch, met enkele ambachtelijke bedrijven zoals koperslagerijen. Voorts kende Leende nog een strohulzenfabriek, begonnen in 1912, afgebrand in 1922 en opnieuw herbouwd. Strohulzen werden gebruikt als verpakking- en isolatiemateriaal. Er werkten een dertigtal mensen. De grondstof werd betrokken van de lokale boeren. In 1944 werd de fabriek door de ondergrondse in brand geschoten daar men vermoedde dat er strohulzen voor granaten werden gemaakt. Na de Tweede Wereldoorlog werden strohulzen niet meer gebruikt en de eigenaar, Van Engelen, heeft een nieuwe fabriek opgezet waar men bouwplaten uit stro vervaardigde. Deze stond in Someren. Het bedrijf is verder uitgebreid en ten slotte verkocht.

## Natuur en Landschap
Niet alleen de kerk en de schilderachtige buurtschap Leenderstrijp zijn van belang, doch vooral ook het natuurschoon in de omgeving.
- Bij Leende komen de waterlopen Strijper Aa en Buulder Aa samen om de Groote Aa te vormen. Deze riviertjes hebben beemden met overgangen tussen droog en vochtig.
- Ten westen van het grondgebied van Leende loopt de Tongelreep. Nadat de abdij van Achelse Kluis haar landbouwactiviteiten stopte heeft Staatsbosbeheer dit gebied van 100 ha aangekocht en hier natuurherstel verricht. Daartoe moest ook de -hier gekanaliseerde- Tongelreep weer in een meer natuurlijke staat worden teruggebracht.
- Boswachterij Leende bestaat uit bezittingen van Staatsbosbeheer die een oppervlakte hebben van in totaal 2524 ha. Zij omvatten het Leenderbos en Groote Heide, en diverse beemden die deels ook in de gemeente Cranendonck liggen.
- In Nederland heeft Leende de hoogste dichtheid natuurgebied gemeten in hectares per inwoner.
- In dit villaplaatsje bezit de adellijke familie Loudon ook een landgoed, Valkenhorst genaamd.

## Onderwijs
- Basisschool de Triangel[4]
- Basisschool St. Jan Leende[5]

## Verenigingen
In Leende is een carnavalsvereniging actief, genaamd: "De Lindse Blaos". Deze is vernoemd naar de 'bol' boven op de kerktoren.
Verder zijn er verschillende sportverenigingen, zoals DOSL, Jong Nederland Leende, TCL, Olympia, LIDO en Leender Golfclub Haviksoord.
De naam Blaos komt ook voor in de "Lindse" motorclub D'n blaospijp. Een club voor de doorsnee motorrijder uit Leende. De club telt ca. 75 leden en heeft als jaarlijks evenement de BBQ-rit die de eerste zondag van mei gereden wordt.
De oudste buurtvereniging is OBELISK, opgericht 1 juli 1963 vanuit de buurtschap Broekakkers. De naam OBELISK staat voor; Overkoepeling Beukenlaan alsmede Broekerstraat, Eikenlaan, Lindenlaan, Schoolstraat, Kerkstraat.

## Geboren
- Raes Gerits Raessens (1629-1683), burgemeester
- Aert Raessens (1637-1690), burgemeester
- Martinus Raessens (1650-?), burgemeester
- Leonnie van Eert (1961), keramist

## Galerij

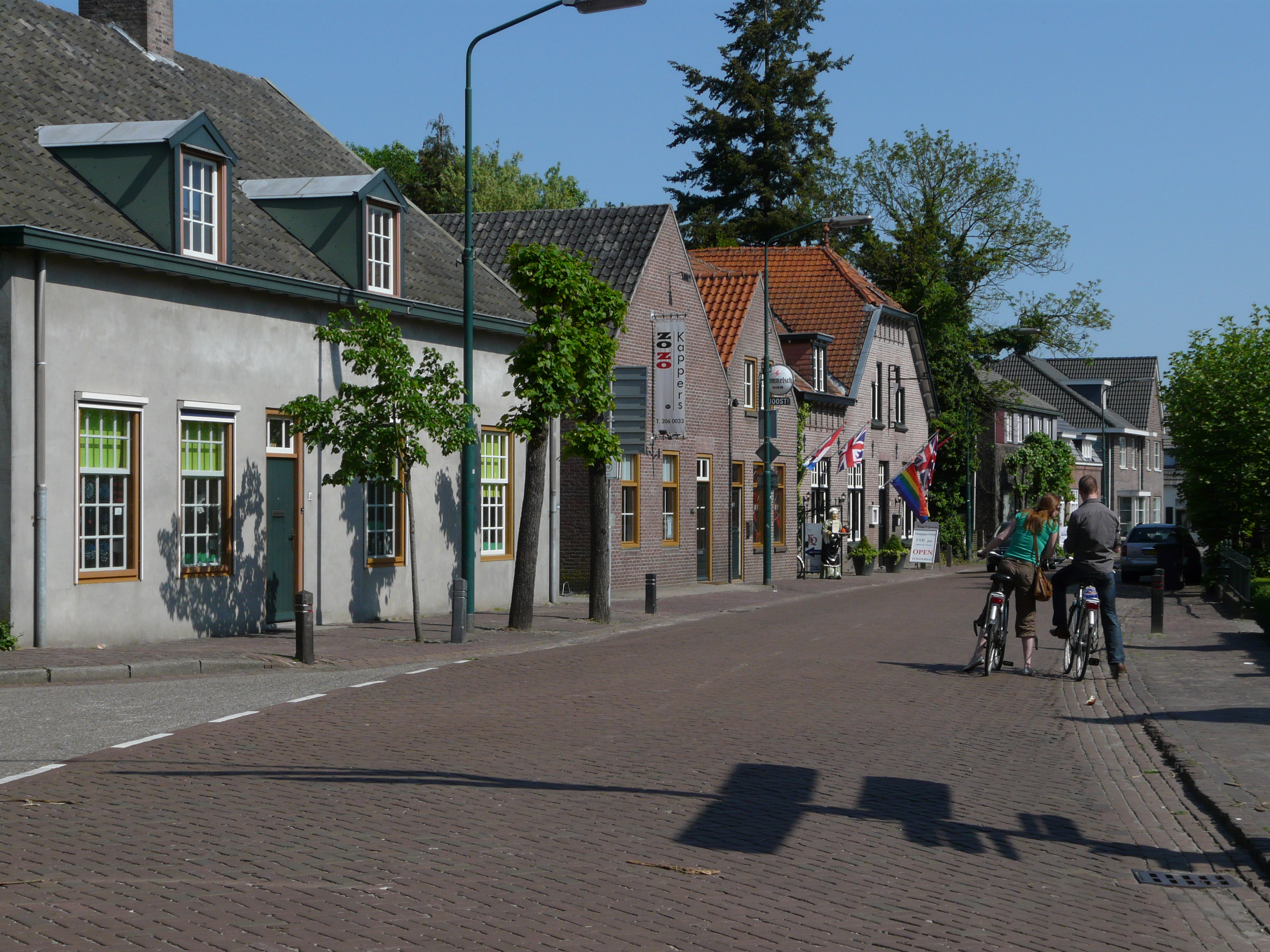
Dorpstraat
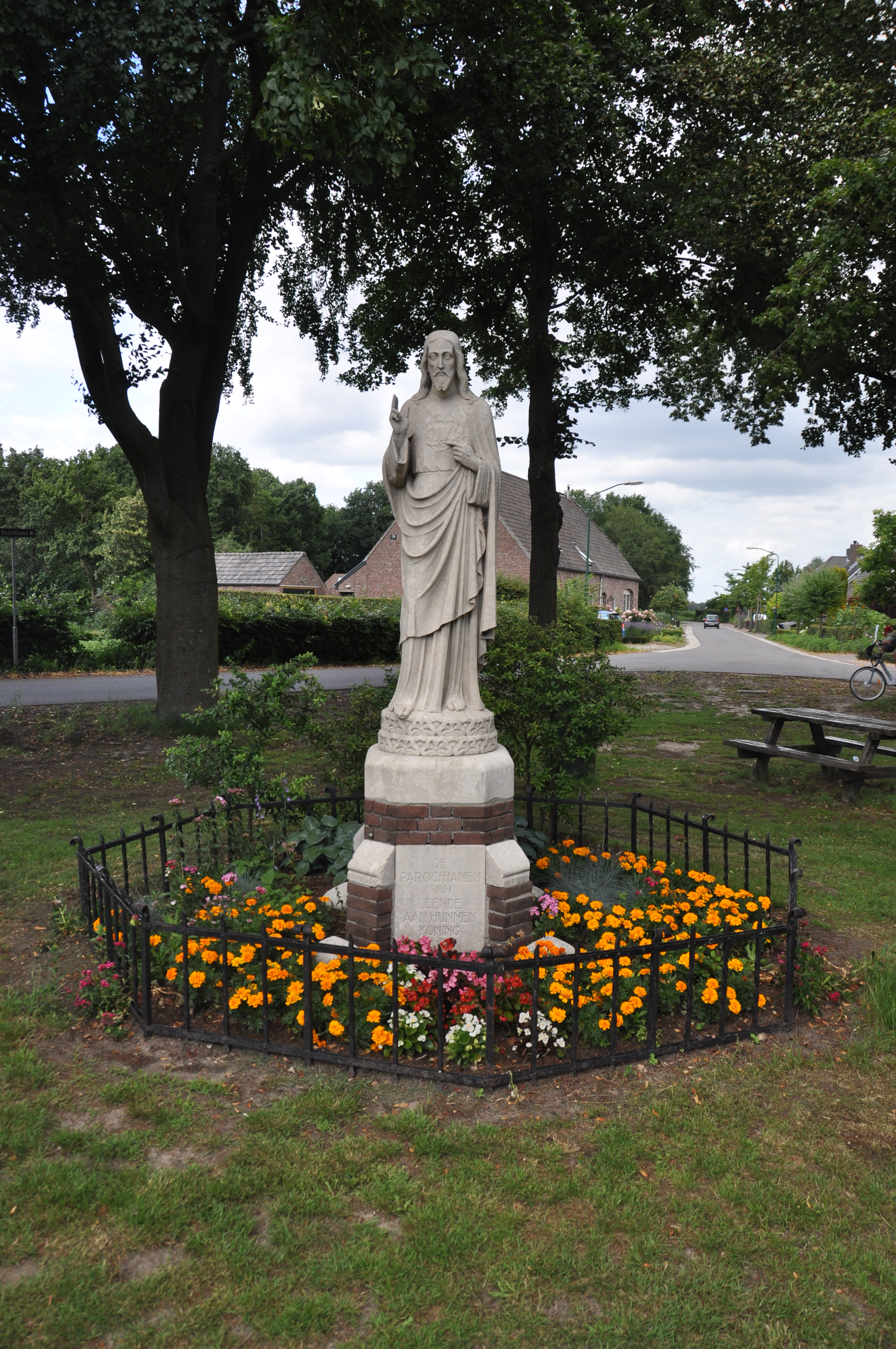
Heilig Hart beeld, Boschhoven
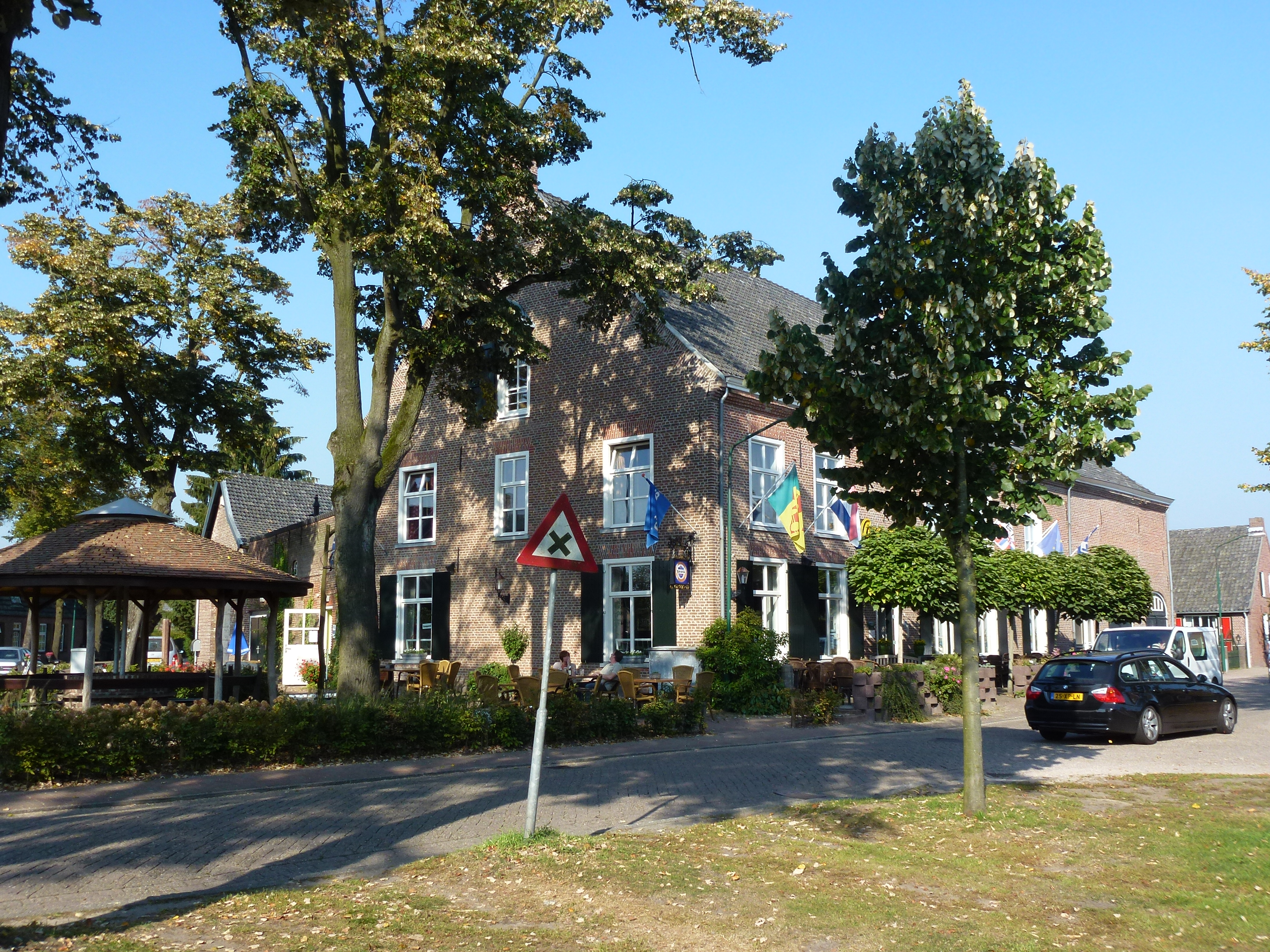
't Brouwershuis
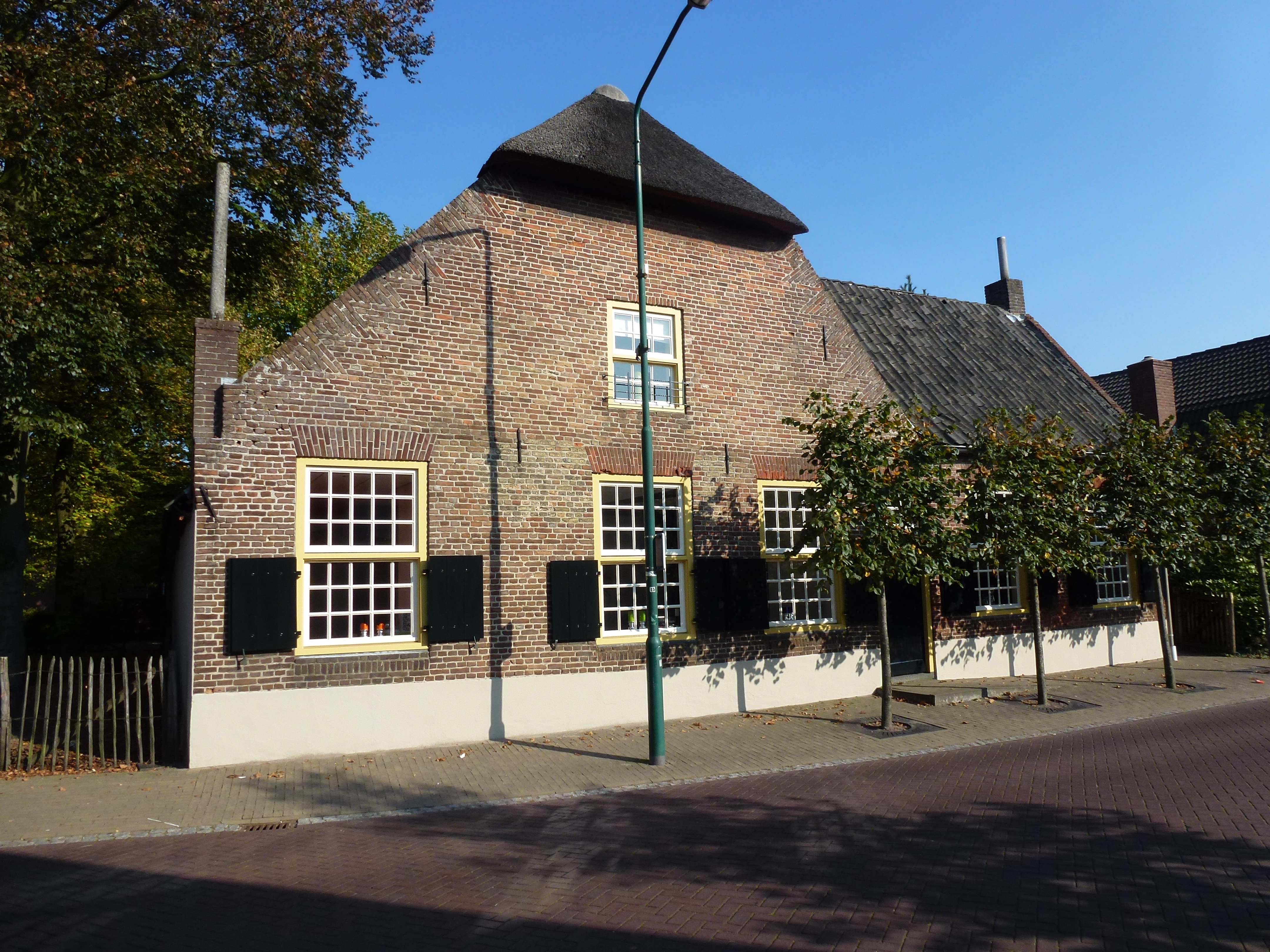
Langgevelboerderij, Dorpstraat 99
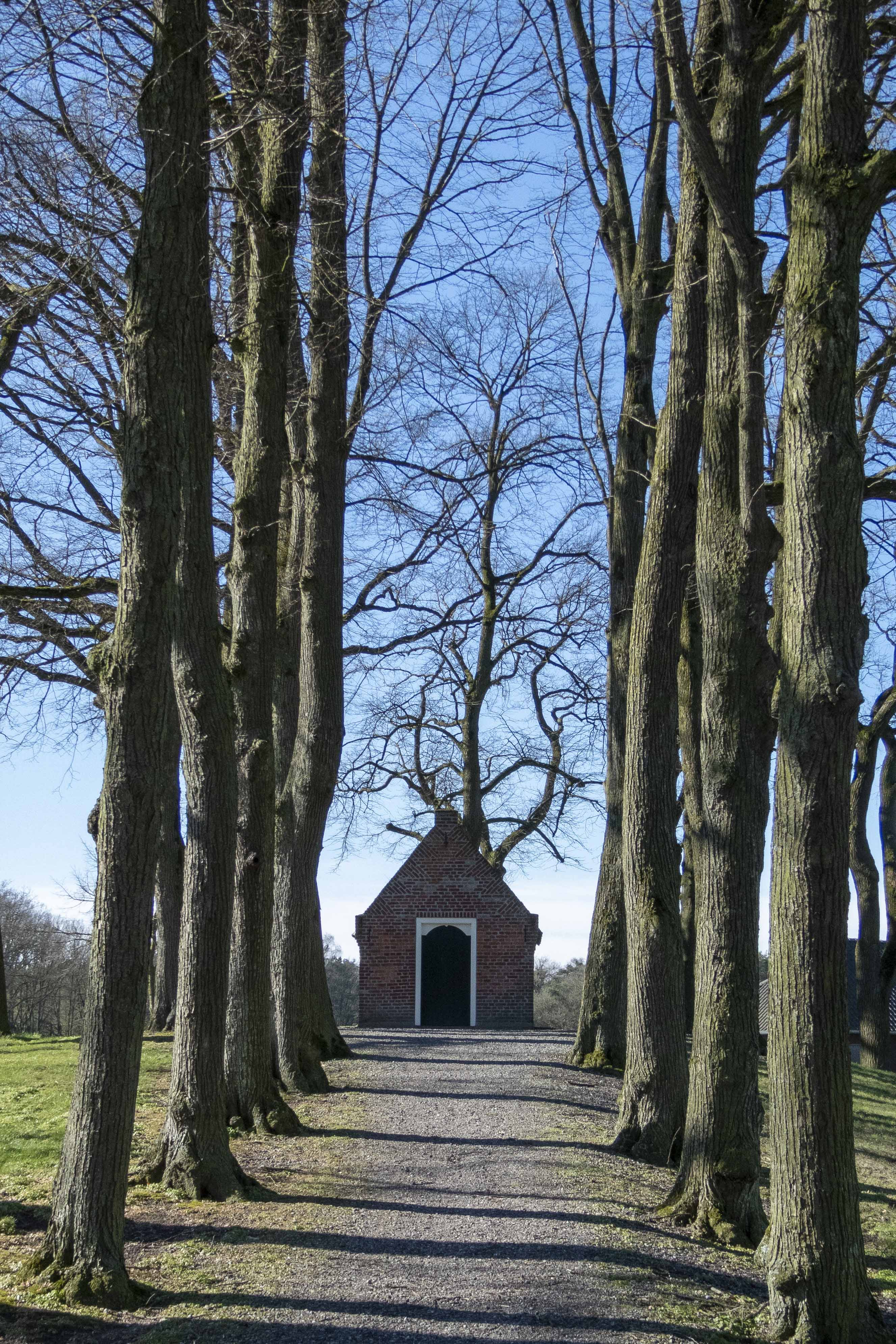
Sint-Janskapel, Leenderstrijp
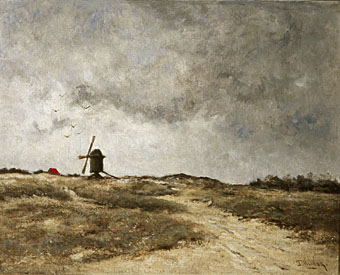
'Molentje bij Leende', olieverfschilderij door Taco Mesdag
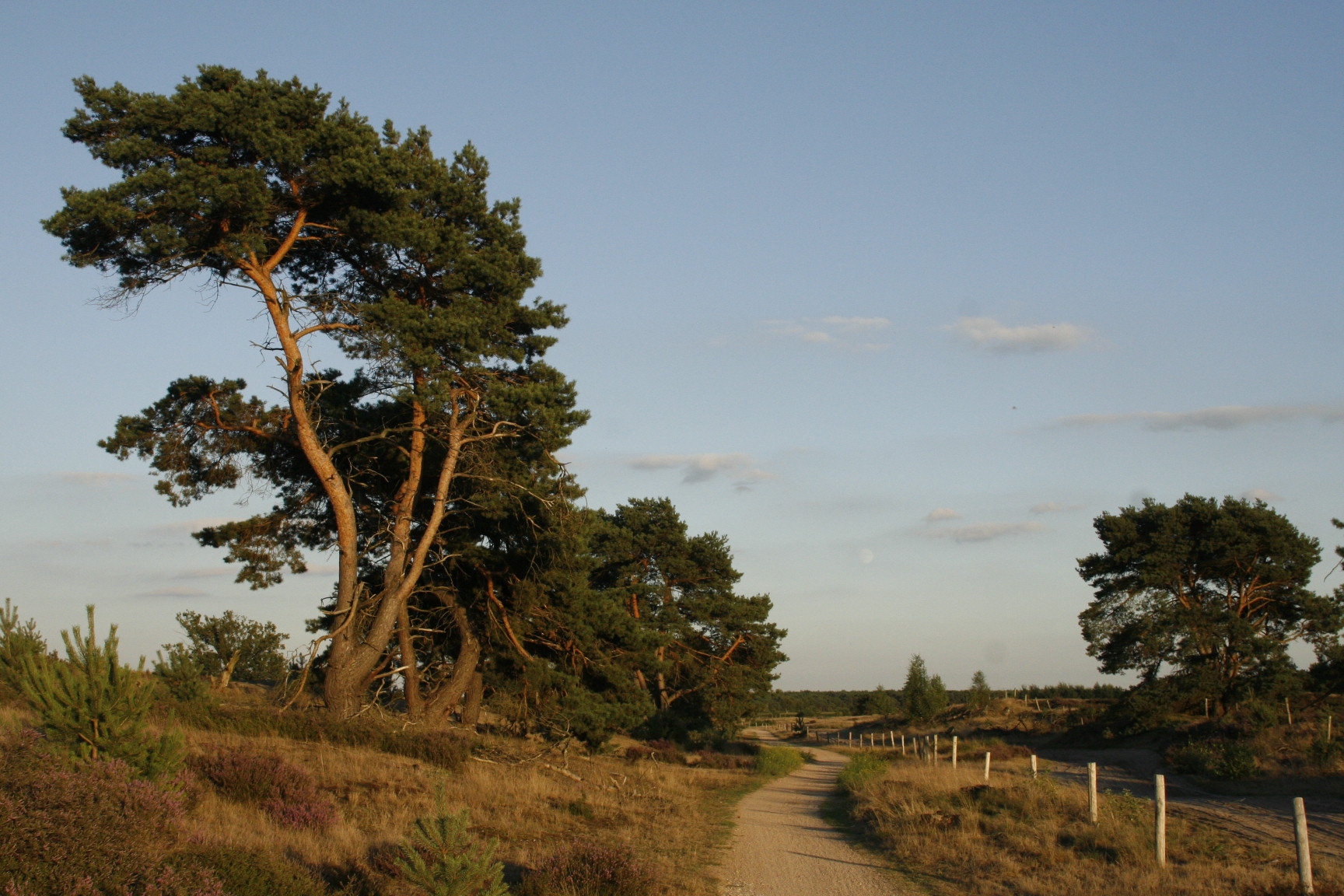
Groote Heide
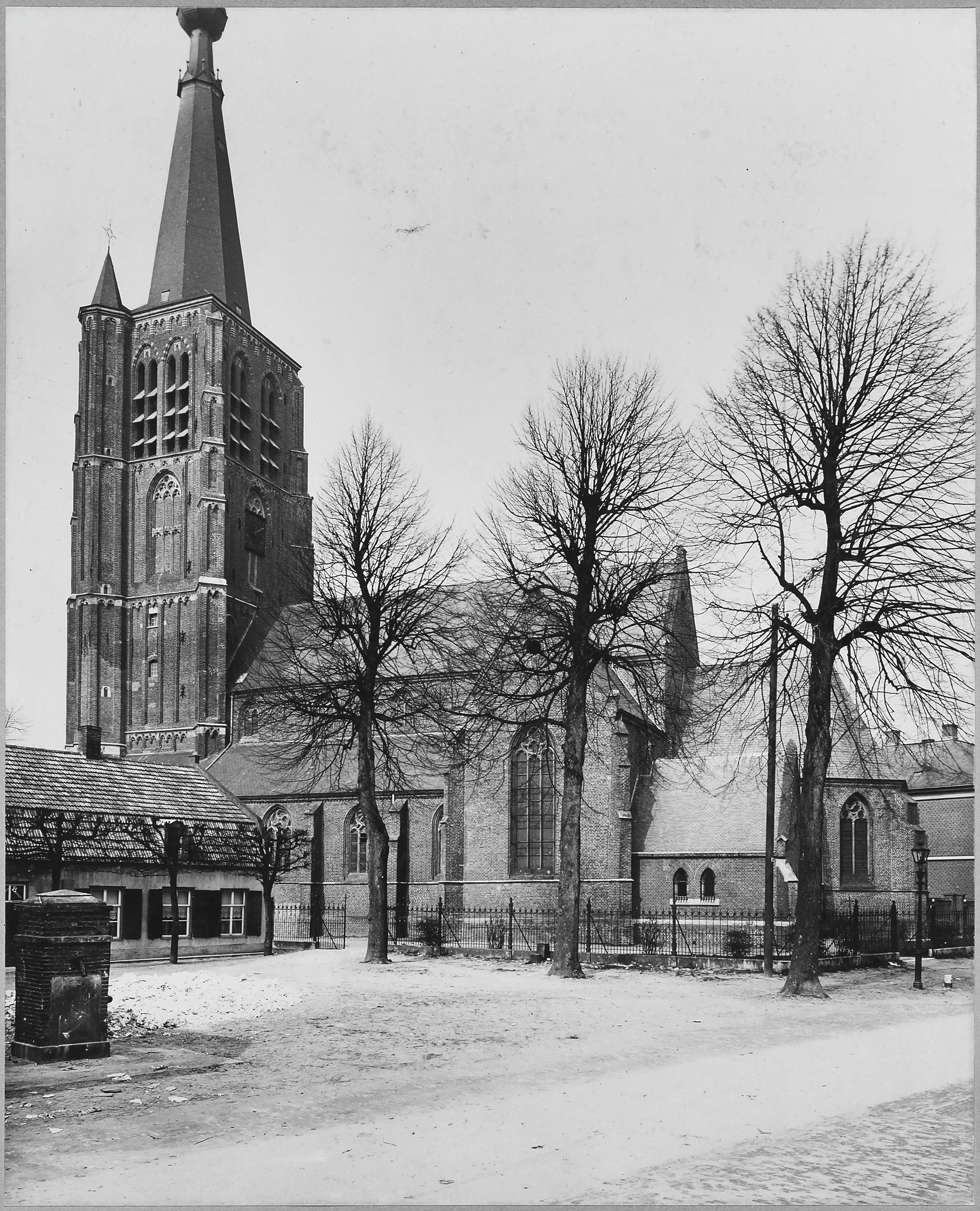
Kerk van Sint-Petrus'-Banden
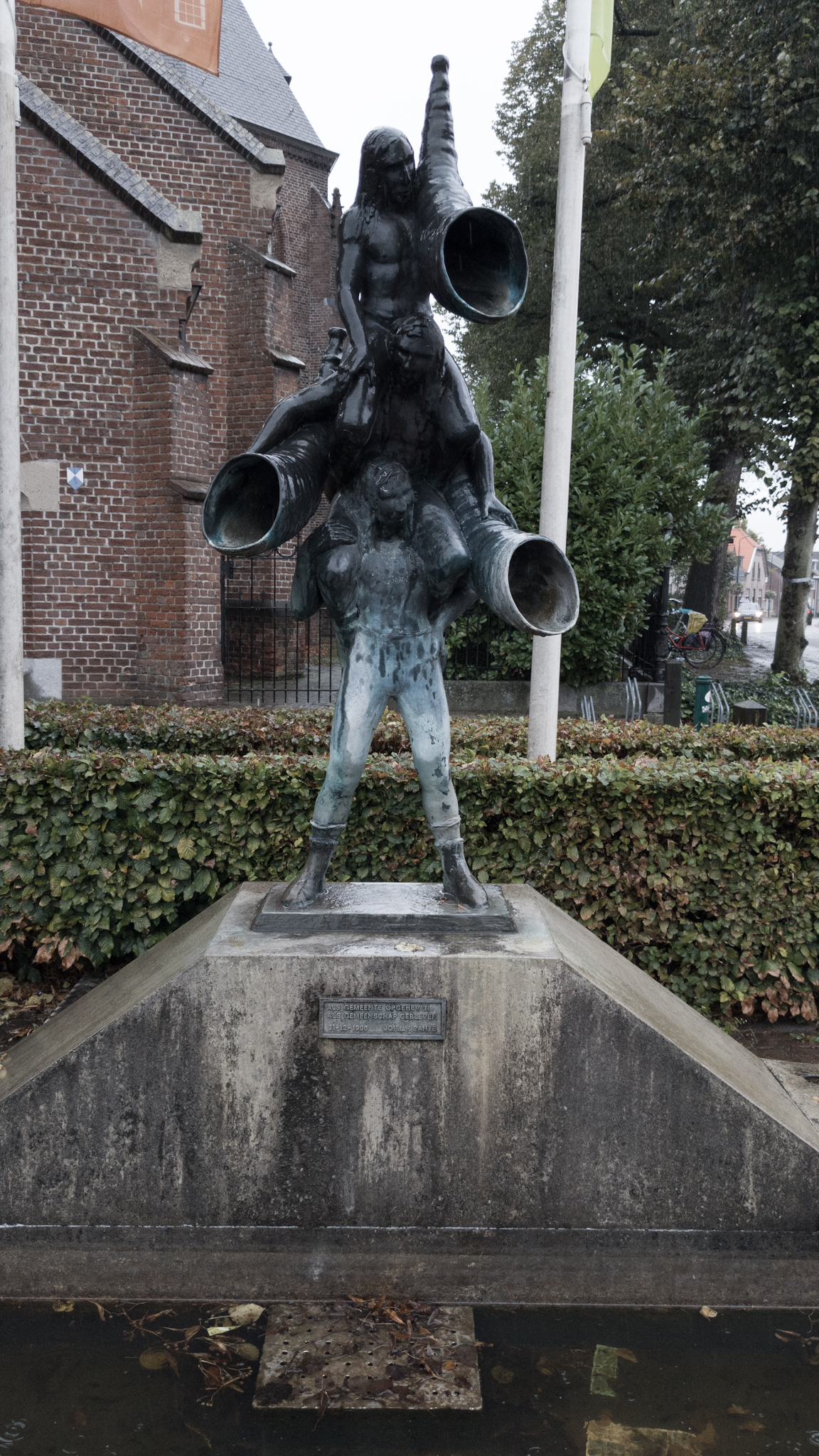
Fontein ter herinnering aan de gemeentelijke herindeling met Heeze en Sterksel in 1997